# Scenopinus cretatus
Scenopinus cretatus är en tvåvingeart som beskrevs av Kelsey 1969. Scenopinus cretatus ingår i släktet Scenopinus och familjen fönsterflugor.
Artens utbredningsområde är Nevada. Inga underarter finns listade i Catalogue of Life.